# Van Gogh: Painted with Words
Van Gogh: Painted with Words es una película de biografía y documental de 2010, dirigida por Andrew Hutton, que a su vez la escribió junto a Alan Yentob, está basada en las cartas de Theo van Gogh y Vincent van Gogh, en la fotografía estuvo Graham Smith, los protagonistas son Benedict Cumberbatch, Jamie Parker y Aidan McArdle, entre otros. El filme fue realizado por British Broadcasting Corporation (BBC), se estrenó el 5 de abril de 2010.

## Sinopsis
La biografía de Vincent Van Gogh, se da a conocer el contenido de sus cartas y las de Theo van Gogh, los diálogos se muestran con palabras que utilizaba Van Gogh.